# Massa FM Campo Grande
Massa FM Campo Grande é uma emissora de rádio brasileira sediada em Campo Grande, capital do estado de Mato Grosso do Sul. Operou no dial FM, na frequência 93.7 MHz, e é afiliada à Massa FM, sendo pertencente ao Grupo RCN de Comunicação. Fundada pelo empresário Rosário Congro Neto, a emissora é originada da Rádio Concórdia, uma migrante do dial AM que operou na frequência 1120 kHz entre 1995 a 2017.

## História
A Rádio Concórdia foi fundada em 25 de julho de 1995, pelo empresário Rosário Congro Neto. A emissora possuía programação popular, onde predominava a música sertaneja. O projeto durou até 2006, quando foi arrendada para a Igreja Pentecostal Deus é Amor e passou a retransmitir a programação religiosa da Rádio Deus é Amor. A rádio também produzia conteúdo jornalístico, com foco restritamente religioso, em boletins que traziam informações da igreja. Em 2014, era estimado que a emissora era sintonizada por 10% da população da região. Neste ano, a emissora passou a transmitir a programação da Rádio Nacional Gospel.
Em 2017, a emissora iniciou processo de migração para o dial FM. Em agosto, o Grupo RCN anunciou que a Rádio Concórdia irá se tornar afiliada da Central Brasileira de Notícias. A estreia da emissora estava prevista inicialmente para outubro, sendo adiada para novembro. A afiliação marcou o retorno da CBN na região, que já havia sido transmitida na Rádio Difusora Pantanal (antiga CBN Pantanal) durante 10 anos. A divulgação da CBN foi iniciada em 25 de agosto, aniversário de Campo Grande, em outdoors parabenizando a cidade e criando expectativa da estreia da nova emissora.
Em outubro de 2017, a frequência AM é desativada para a estreia da estação no dial FM. A frequência 93.7 MHz estreou em 13 de novembro, inaugurando expectativa de nova programação somente na semana seguinte. A transmissão da CBN foi iniciada em 30 de novembro.
Em 13 de março de 2025, a rádio deixa a programação da CBN e passa a transmitir a programação da Massa FM.